# Izzó-lakótelep

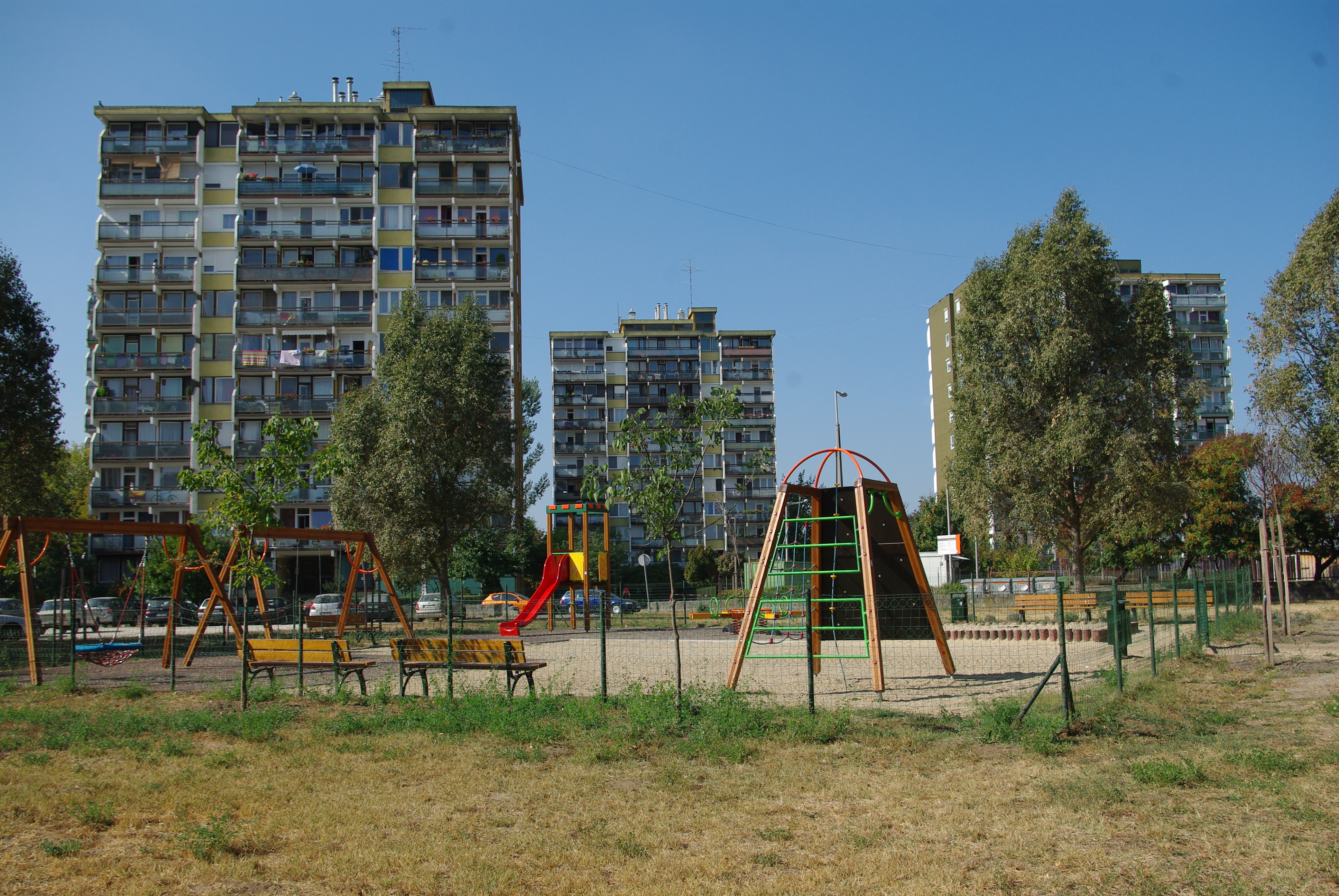
Az lakótelep második ütemének házai

Az Izzó-lakótelep egy kisebb, hozzávetőleg 2000 lakásból álló lakótelep Budapest északi részén, a IV. kerületben. Elnevezése nem hivatalos és sok térképen nem is szerepel, területe a kerület Újpest városrészéhez  tartozik.

## Fekvése
A lakótelepet északról a Szilas-patak, azon túl pedig Káposztásmegyer, keletről és délről Újpest kertvárosa, nyugatról pedig a Megyeri temető határolja.

## Története
A lakótelep elnevezése a Tungsram gyár korabeli nevéből, az Egyesült Izzóból ered. Az építés célja a közeli gyárban dolgozó 
több ezer ember lakhatási helyzetének javítása volt. A kivitelezés 1966-ban kezdődött. Az első ütemet 1975-ben a lakótelep nyugati részén, a Baross utca és a Káposztásmegyeri út közötti területen, gróf Károlyi István egykori majorságának helyén adták át. A lakótelep Káposztásmegyerrel határos északi részén, a Szilas-patak mentén, az Ugró Gyula sor és az Erdősor út között pedig 1979-1985 között készültek el a második ütem házai.

## Épületek, lakások
Az első ütem során 4 és 5 szintes, a korszakra jellemző úgynevezett gázbeton- vagy kohósalaktégla házak épültek. A lakások túlnyomó része 49-56 négyzetméter közötti, 2 szobás, erkélyes, a fürdő és a WC külön helyiségben található. A fűtés ezekben a lakásokban még egyedileg, gázkonvektor készülékek segítségével történik.
A második ütem során 4 és 11 szintes házak épültek, az akkor forradalminak számító alagútzsalus technológiával. Itt a jellemző lakásméret már a 63-69 négyzetméter, 2,5 szoba, nagy erkéllyel. Itt minden társasház saját gázkazánnal rendelkezik, a fűtés és a melegvíz előállítása így központilag történik.

## Oktatási, nevelési intézmények
A lakótelep területén egy bölcsőde, két óvoda és egy általános iskola épült. Ezek közül jelenleg a Dalos óvoda és a Szűcs Sándor Általános Iskola működik, az egykor a Tungsram által üzemeltetett bölcsődét és óvodát lebontották. 

## Közlekedés

### Autóval
A belváros felé az Erdősor út és a Baross utca, illetve részben a Sporttelep utca vezeti el a lakók által generált forgalmat. Észak felé az M0-s autóút pár perc alatt elérhető.
A terület átmenő forgalma elenyésző. 

### Tömegközlekedéssel
A 3-as metró a telep minden pontjáról 10-15 perc alatt elérhető. Továbbá a városrész mindkét végét érinti éjszakai járat, a 914-es busz és a 930-as busz.
- 20E: Káposztásmegyer, Szilas-patak – Keleti pályaudvar M
- 30: Keleti pályaudvar M – Káposztásmegyer, Mogyoródi-patak
- 96: Újpalota, Szentmihályi út – Újpest, Fóti út
- 220: Újpest-központ M – Újpest, Erdősor út (a városrész feltáró járata)
- 296: Újpalota, Szentmihályi út – Békásmegyer, Újmegyeri tér
- 296A: Újpalota, Szentmihályi út – Káposztásmegyer, Szilas-patak

## Fontosabb közterületek
- Bródy Imre utca
- Erdősor út
- Fénycső utca
- Izzó utca
- Káposztásmegyeri út
- Reviczky utca
- Ugró Gyula sor